# Холманка (река)
Холманка (в низовье Большая Холманка) — река в России и Казахстане, протекает по Саратовской и Западно-Казахстанской области. Устье реки находится в по левому берегу реки Таловая. Длина реки составляет 21 км. Площадь водосборного бассейна — 280 км².

## Данные водного реестра
По данным государственного водного реестра России относится к Нижневолжскому бассейновому округу, водохозяйственный участок реки — Большой Иргиз от истока до Сулакского гидроузла. Речной бассейн реки — Волга от верхнего Куйбышевского водохранилища до впадения в Каспий.
Код объекта в государственном водном реестре — 11010001612112100009872.